# تونسکو دابه
تونسکو دابه (به بلغاری: Tonsko Dabe) یک منطقهٔ مسکونی در بلغارستان است که در شهرستان پتریچ واقع شده‌است.